# 야나기사와 요시사토
야나기사와 요시사토(일본어: 柳沢吉里)는 에도 시대 중기의 다이묘로서 가이 고후번 제2대 번주, 후의 야마토 고리야마 번 초대 번주에 임명된다. 고리야마 야나기사와가(郡山藩柳沢家) 제2대 당주.
아버지는 쓰나요시 시대에 소바요닌을 역임한 야나기사와 요시야스. 어머니는 이즈카 소메코(飯塚染子).
| 전임 야나기사와 요시야스 | 제2대 고후번 번주 (야나기사와가) 1709년 ~ 1724년 | 후임 폐번 |

| 전임 혼다 다다쓰라 | 제1대 고리야마번 번주 (야나기사와가) 1724년 ~ 1745년 | 후임 야나기사와 노부토키 |